# Aartsbisdom Crotone-Santa Severina
Het aartsbisdom Crotone-Santa Severina (Latijn: archidioecesis Crotonensis-Sanctae Severinae, Italiaans: arcidiocesi di Crotone-Santa Severina) is een in Italië gelegen rooms-katholiek aartsbisdom met zetel in de stad Crotone. Het aartsbisdom behoort tot de kerkprovincie Catanzaro-Squillace en is, samen met het bisdom Lamezia Terme, suffragaan aan het aartsbisdom Catanzaro-Squillace.

## Geschiedenis
Het bisdom Crotone werd opgericht in de 6e eeuw. Dit bisdom was suffragaan aan het aartsbisdom Reggio Calabria. Santa Severina is de geboorteplaats van Paus Zacharias. In 1664 werd in Crotone een priesterseminarie opgericht. Op 21 december 1973 werden het bisdom Crotone en het aartsbisdom Santa Severina verenigd in een personele unie. Op 30 september werden de beide bisdommen met het decreet Instantibus votis door de Congregatie voor de Bisschoppen samengevoegd tot het aartsbisdom Crotone-Santa Severina. Op 30 januari 2001 werd het aartsbisdom suffragaan aan Catanzaro-Squillace.

## Aartsbisschoppen van Crotone-Santa Severina
- 1986-1998: Giuseppe Agostino (daarvoor aartsbisschop van Santa Severina)
- 1998-2006: Andrea Mugione
- 2006-heden: Domenico Graziani

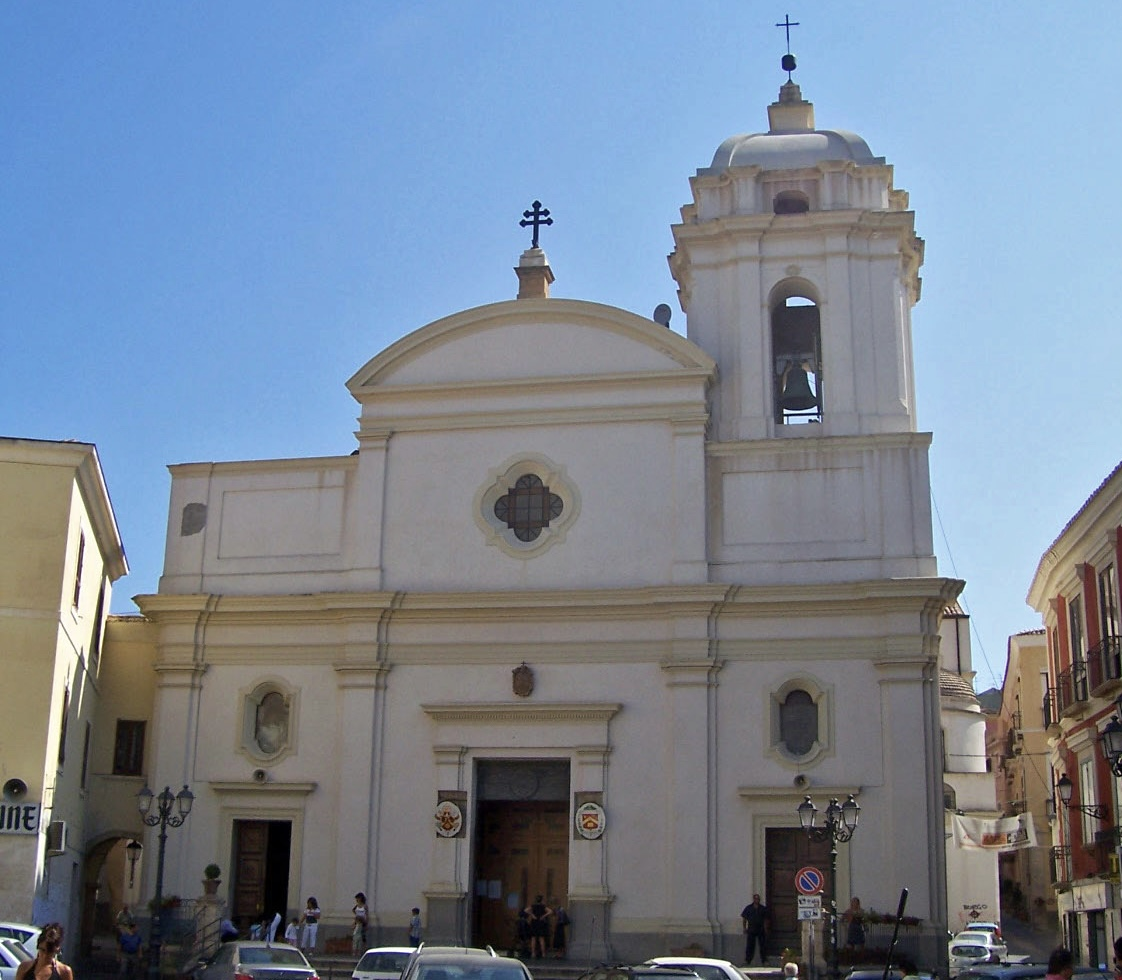
Dom van Crotone
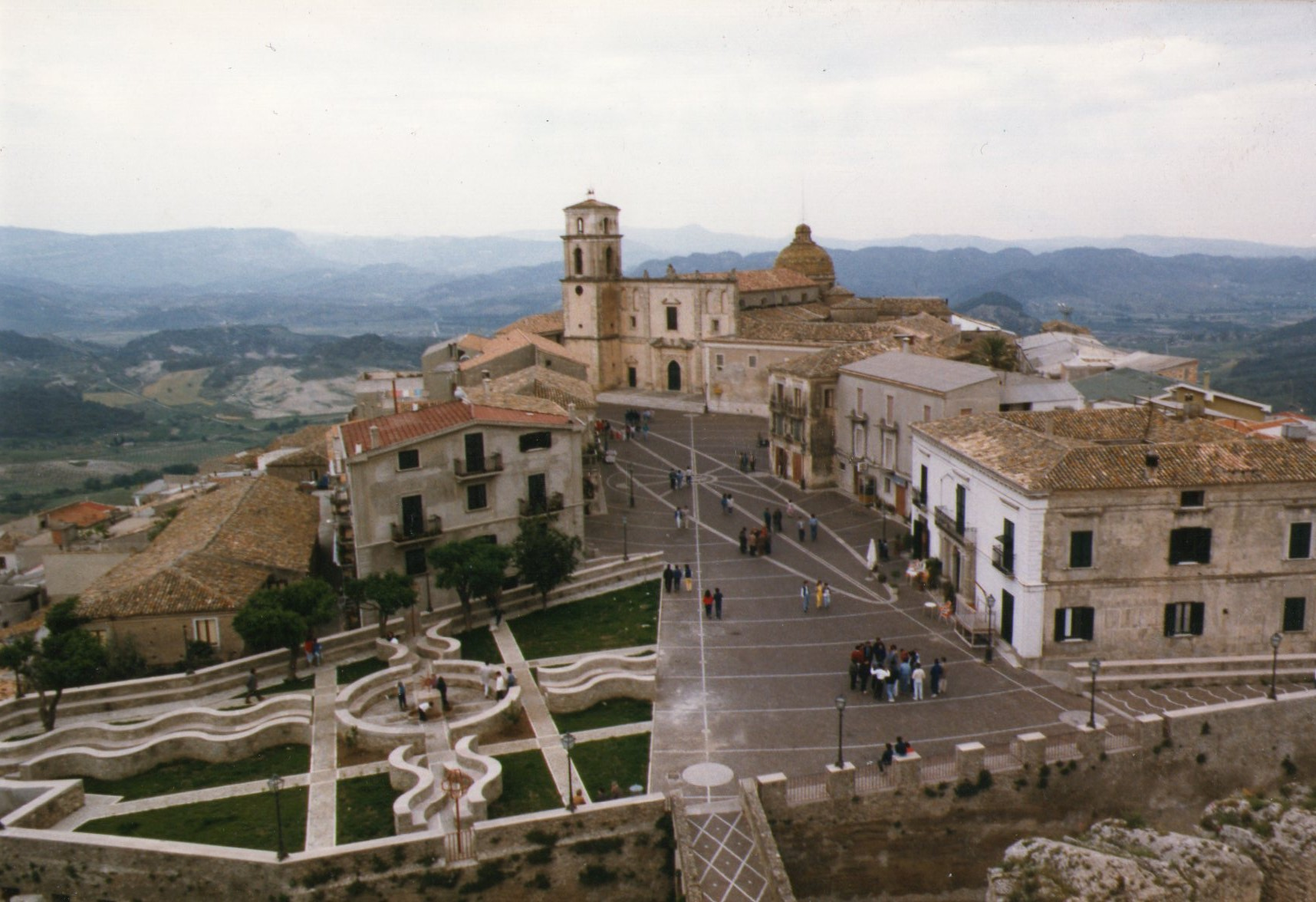
Cokathedraal van Santa Severina
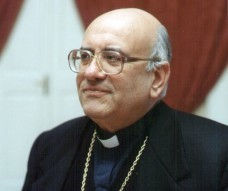
Aartsbisschop Graziani